# Middlebury (Vermont)
Middlebury ist eine Town im Addison County des Bundesstaates Vermont in den Vereinigten Staaten mit 9152 Einwohnern (laut Volkszählung von 2020). Es ist der Verwaltungssitz (Shire Town) und das wirtschaftliche Zentrum des Addison Countys.

## Geografie

### Geografische Lage
Middlebury liegt westlich der Green Mountains in der Ebene östlich des Lake Champlain, durchflossen vom Otter Creek, der auch die Hauptsiedlung durchfließt und dabei über den ersten der Wasserfälle des Otter Creek stürzt, die von hier bis zu den Fällen von Vergennes das Aussehen des Flusses bestimmen. Am nördlichen Rand der Hauptsiedlung liegt Chipman Hill, mit 247 m die höchste Erhebung der Town.

### Nachbargemeinden
Alle Angaben als Luftlinien zwischen den offiziellen Koordinaten der Orte aus der Volkszählung 2010.
- Norden: New Haven, 5,7 km
- Nordosten: Bristol, 8,8 km
- Osten: Ripton, 14,1 km
- Süden: Salisbury, 2,9 km
- Westen: Cornwall, 10,6 km
- Nordwesten: Weybridge, 11,2 km

### Stadtgliederung
Von den 8496 Bewohnern der Town Middlebury leben in den Hauptsiedlungen die als Census-designated places erfasst sind, im Village Middlebury 6.588 Einwohner und in East Middlebury 425 Einwohner.

### Klima
|                       | Jan   | Feb   | Mär  | Apr  | Mai  | Jun  | Jul  | Aug  | Sep  | Okt  | Nov  | Dez  |   |      |
| Mittl. Tagesmax. (°C) | −1,9  | −1,0  | 4,9  | 12,9 | 20,0 | 24,8 | 27,6 | 26,3 | 21,9 | 15,1 | 7,4  | 0,2  | ⌀ | 13,3 |
| Mittl. Tagesmin. (°C) | −12,0 | −11,8 | −5,8 | 1,1  | 7,2  | 12,3 | 15,1 | 13,9 | 9,8  | 4,2  | −1,3 | −8,7 | ⌀ | 2,1  |
|                       |       |       |      |      |      |      |      |      |      |      |      |      |   |      |
| Niederschlag (mm)     | 54,0  | 50,0  | 58,0 | 65,0 | 77,0 | 86,0 | 91,0 | 92,0 | 82,0 | 78,0 | 72,0 | 63,0 | Σ | 868  |
|                       |       |       |      |      |      |      |      |      |      |      |      |      |   |      |
| Regentage (d)         | 9     | 8     | 8    | 9    | 10   | 11   | 10   | 10   | 9    | 9    | 10   | 9    | Σ | 112  |

| −12,0 |

| −11,8 |

| −5,8 |

| 1,1 |

| 7,2 |

| 12,3 |

| 15,1 |

| 13,9 |

| 9,8 |

| 4,2 |

| −1,3 |

| −8,7 |

| −12,0 |

| −11,8 |

| −5,8 |

| 1,1 |

| 7,2 |

| 12,3 |

| 15,1 |

| 13,9 |

| 9,8 |

| 4,2 |

| −1,3 |

| −8,7 |

Die mittlere Durchschnittstemperatur Middleburys liegt zwischen -7,2 °C (18 °Fahrenheit) im Januar und 20,6 °C (69 °Fahrenheit) im Juli. Damit ist der Ort gegenüber dem langjährigen Mittel der USA um etwa 10 Grad kühler. Die Schneefälle zwischen Oktober und Mai liegen mit mehr als fünfeinhalb Metern etwa doppelt so hoch wie die mittlere Schneehöhe in den USA, die tägliche Sonnenscheindauer liegt am unteren Rand des Wertespektrums der USA.

## Geschichte
Die Landnahme des Gebietes erfolgte mit dem Verkauf des Landes durch den Gouverneur New Hampshires, Benning Wentworth, am 2. Oktober 1761 an eine Gruppe von 62 Interessenten im Rahmen seiner New Hampshire Grants. Der Sprecher der Interessenten, John Everest, war auch der Sprecher der Käufergruppen der beiden zeitgleich nördlich und südlich Middleburys verkauften Gebiete, die er Salisbury und New Haven benannte; die Landfläche in der Mitte der drei Areale wurde ihrer Lage wegen Middlebury getauft.
Die Besiedelung erfolgte ab 1774, nach dem Ende der Indianer- und Franzosenkriege in dieser Gegend. Die ersten Siedler stammen aus Salisbury in Connecticut. Während des Unabhängigkeitskrieges wurde die Siedlung am 6. November 1778 niedergebrannt und zeitweise von den Bewohnern aufgegeben; erst nach dem Ende des Krieges 1783 wurde sie systematisch wieder aufgebaut. Bereits 1800 war die Stadt so weit gewachsen, dass hier eine Hochschule für Verwaltungsanwärter, das heutige Middlebury College, gegründet werden konnte.
Während die Stadt ursprünglich als leicht auf dem Flussweg erreichbares Handelszentrum der Umgebung fungierte, brachten Marmorfunde und der Bau der Bahnstrecke Bellows Falls–Burlington Ende der 1840er Jahre die Industrie in diese Gegend. Hölzerne Brückenbauten über den Otter Creek, die für die regionale Infrastruktur von immenser Wichtigkeit waren, wurden mehrfach durch Feuer und Eisgang zerstört, bis schließlich zwischen 1892 und 1893 die heutige steinerne Flussbrücke direkt über den Wasserfällen erbaut wurde. Sie prägt, zusammen mit der nahen Congretional Church, das Stadtbild Middleburys.
Nach der Schließung der Marmorbrüche wurde das Middlebury College zum wichtigsten Wirtschaftsfaktor der Stadt; den 8500 Einwohnern der town stehen mehr als 2300 Studenten gegenüber.

### Religionen
Eine Reihe von Kirchengemeinden sind im Ort angesiedelt: eine römisch-katholische, eine episkopale, eine unitarische, eine methodistische, sowie eine Gemeinde der United Church of Christ. Auch eine jüdische Gemeinde ist im Ort angesiedelt.

### Einwohnerentwicklung
| Volkszählungsergebnisse - Town of Middlebury, Vermont | Volkszählungsergebnisse - Town of Middlebury, Vermont | Volkszählungsergebnisse - Town of Middlebury, Vermont | Volkszählungsergebnisse - Town of Middlebury, Vermont | Volkszählungsergebnisse - Town of Middlebury, Vermont | Volkszählungsergebnisse - Town of Middlebury, Vermont | Volkszählungsergebnisse - Town of Middlebury, Vermont | Volkszählungsergebnisse - Town of Middlebury, Vermont | Volkszählungsergebnisse - Town of Middlebury, Vermont | Volkszählungsergebnisse - Town of Middlebury, Vermont | Volkszählungsergebnisse - Town of Middlebury, Vermont |
| Jahr                                                  | 1700                                                  | 1710                                                  | 1720                                                  | 1730                                                  | 1740                                                  | 1750                                                  | 1760                                                  | 1770                                                  | 1780                                                  | 1790                                                  |
| ----------------------------------------------------- | ----------------------------------------------------- | ----------------------------------------------------- | ----------------------------------------------------- | ----------------------------------------------------- | ----------------------------------------------------- | ----------------------------------------------------- | ----------------------------------------------------- | ----------------------------------------------------- | ----------------------------------------------------- | ----------------------------------------------------- |
| Einwohner                                             |                                                       |                                                       |                                                       |                                                       |                                                       |                                                       |                                                       |                                                       |                                                       | 395                                                   |
| Jahr                                                  | 1800                                                  | 1810                                                  | 1820                                                  | 1830                                                  | 1840                                                  | 1850                                                  | 1860                                                  | 1870                                                  | 1880                                                  | 1890                                                  |
| Einwohner                                             | 1263                                                  | 2138                                                  | 2535                                                  | 3468                                                  | 3162                                                  | 3517                                                  | 2879                                                  | 3080                                                  | 2993                                                  | 2793                                                  |
| Jahr                                                  | 1900                                                  | 1910                                                  | 1920                                                  | 1930                                                  | 1940                                                  | 1950                                                  | 1960                                                  | 1970                                                  | 1980                                                  | 1990                                                  |
| Einwohner                                             | 3045                                                  | 2848                                                  | 2914                                                  | 2968                                                  | 3175                                                  | 4778                                                  | 5305                                                  | 6532                                                  | 7574                                                  | 8034                                                  |
| Jahr                                                  | 2000                                                  | 2010                                                  | 2020                                                  | 2030                                                  | 2040                                                  | 2050                                                  | 2060                                                  | 2070                                                  | 2080                                                  | 2090                                                  |
| Einwohner                                             | 8183                                                  | 8496                                                  | 9152                                                  |                                                       |                                                       |                                                       |                                                       |                                                       |                                                       |                                                       |

## Kultur und Sehenswürdigkeiten

### Theater
Das Town Hall Theater im Ortszentrum Middleburys stellt eine Bühne und Ausstellungsräume für Theateraufführungen und Konzerte sowie eine Galerie für Kunstausstellungen Dritter zur Verfügung. Es verfügt aber über kein eigenes ständiges Ensemble.

### Museen
Das Henry Sheldon Museum of Vermont History, gegründet 1882 und damit das älteste Museum Vermonts, sammelt die Relikte der Geschichte Vermonts in Gegenständen, Fotos und Dokumenten und versucht, mit Ausstellungen und Seminaren das Leben der damaligen Zeit zu vermitteln.
Im Middlebury College Museum of Art werden nicht nur Werke bildender Künstler aller Epochen, besonders klassischer europäischer, asiatischer und amerikanischer Werke, ausgestellt, sondern auch den darstellenden Künstlern und Musikern eine Bühne geboten. Dies geschieht zum Teil in eigenen Räumen, zum Teil aber auch in den Räumen des Town Hall Theatre.
Im Vermont Experimental Cold-Hardy Cactus Garden, einem botanischen Garten des Middlebury College, werden winterharte Kakteen gesammelt und ausgestellt.

### Bauwerke

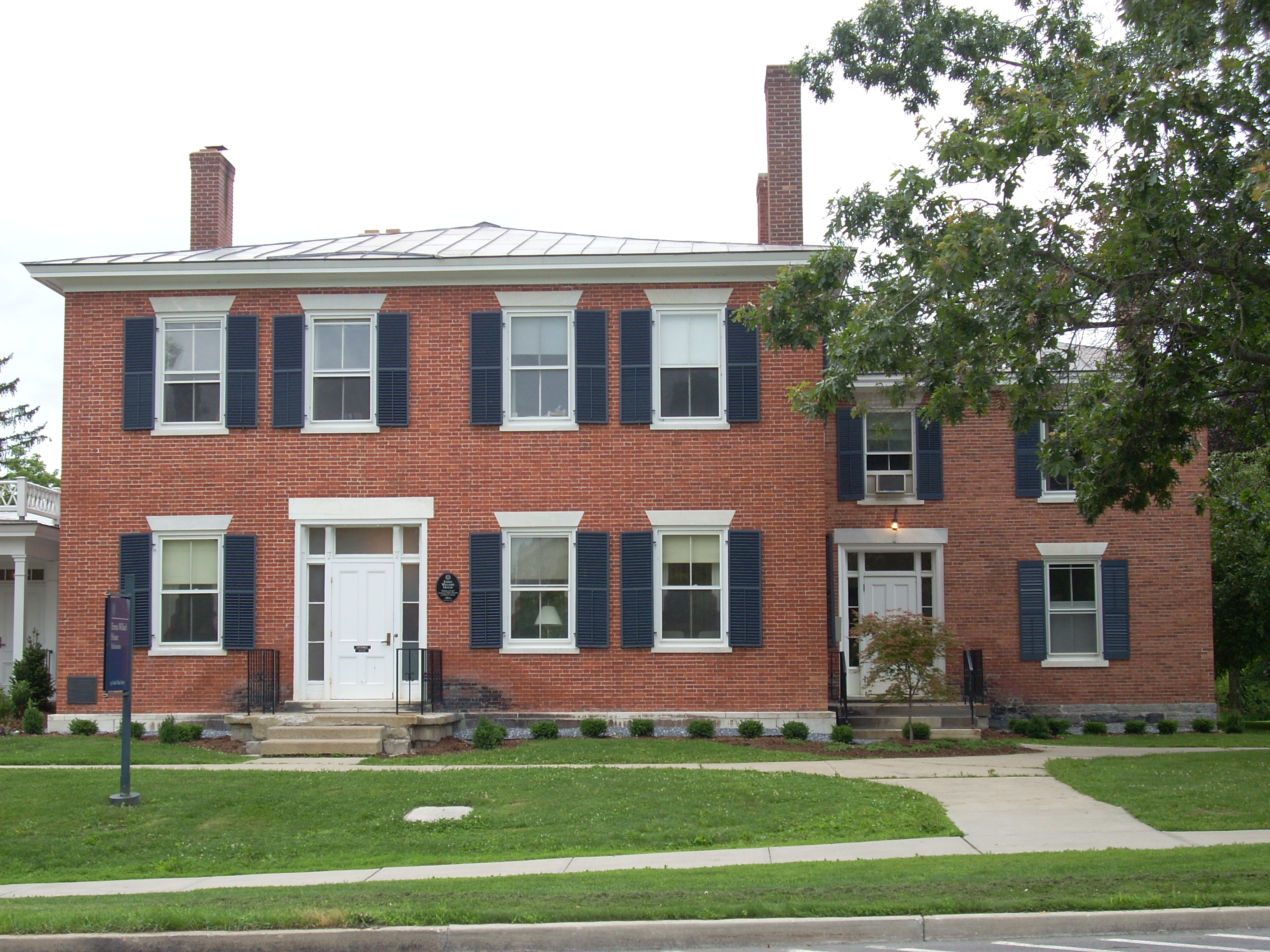
Das Emma Willard House

Die Congretional Church ist ein klassischer Kirchenbau Neu-Englands, der in der Stadtmitte, das Stadtbild prägend, aufragt.
Das Emma Willard House ist das ehemalige Wohnhaus von Emma Willard, einer bedeutenden Vorreitern der Frauen-Bildung in den Vereinigten Staaten. Es ist aufgenommen in der Liste der National Historic Landmarks in Vermont.

## Wirtschaft und Infrastruktur

### Verkehr
Zusätzlich zur U.S. Route 7 und der Eisenbahnverbindung an die Ostküste mit New York City und in Richtung Westen mit Washington, D.C., die allerdings nur Güterverkehr abwickelt, ist der Middlebury State Airport ein wichtiger Verkehrsschwerpunkt der Umgebung.

### Medien
In Middlebury erscheint seit 1946 zweimal pro Woche die Printausgabe der lokalen Zeitung Addison County Independent. Sie löste den damals eingestellten "Middlebury Register" ab. Zudem existieren zwei lokale Radiostationen: WFAD, ein Sender der Addison Broadcasting Company, und WRMC-FM, ein UKW-Sender, der vom Middlebury College betrieben wird. Fernsehstationen sind in Middlebury nicht angesiedelt; die lokalen Fernsehsender sind im nahen Monkton angesiedelt.

### Öffentliche Einrichtungen

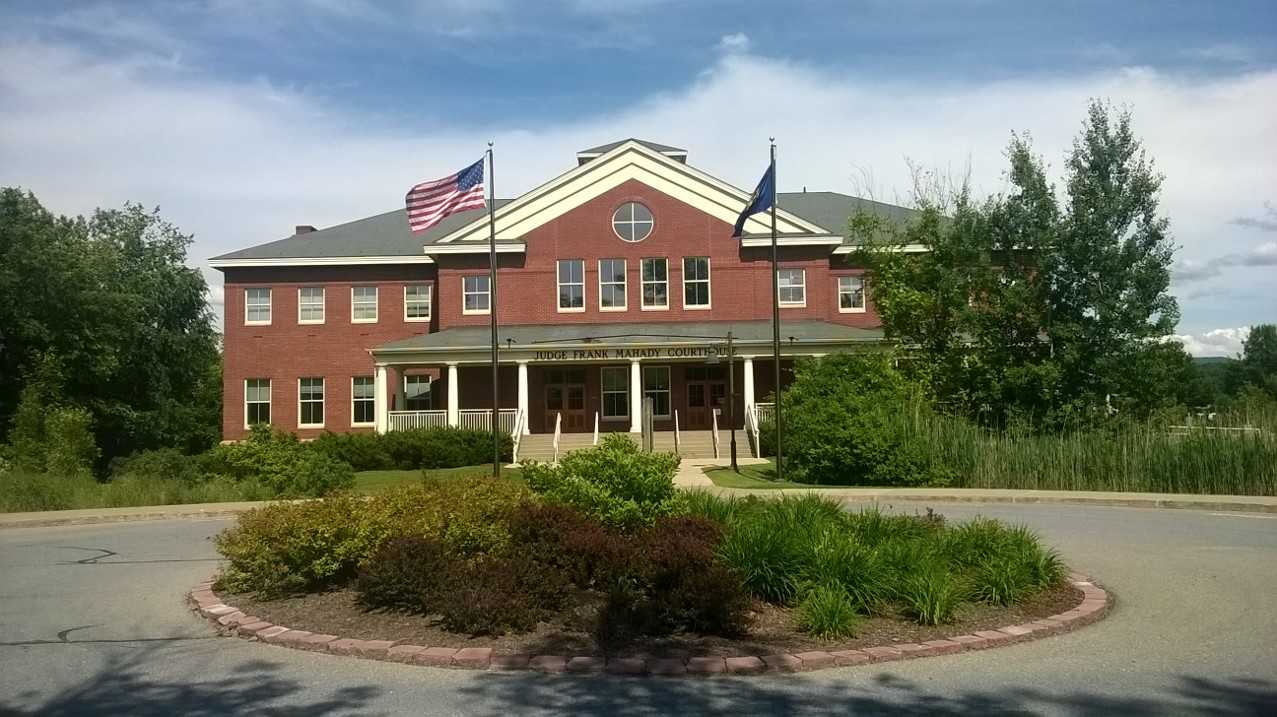
Oberster Gerichtshof Addison Countys

Middlebury ist der Verwaltungssitz (County Seat) des Addison County; dementsprechend sind die Verwaltungsbehörden des Countys hier untergebracht. In ihnen sind 230 Vollzeit-Arbeitsplätze eingerichtet. Die ebenfalls in Middlebury ansässige Schulbehörde, die Addison Northwest Supervision Union, beschäftigt weitere 250 Mitarbeiter.
Weiterhin ist in Middlebury neben den üblichen städtischen Institutionen auch das zentrale Krankenhaus für den Umkreises, das Porter Medical Center, angesiedelt. Ihm sind ein Rehabilitationszentrum und eine Schwesternschule angeschlossen. Es ist mit 600 Vollzeit-Mitarbeitern der drittgrößte Arbeitgeber Addison Countys und der zweitgrößte Arbeitgeber Middleburys. Weitere 175 Arbeitsplätze werden durch das angeschlossene Pflege- und Rehabilitationszentrum angeboten.

### Bildung

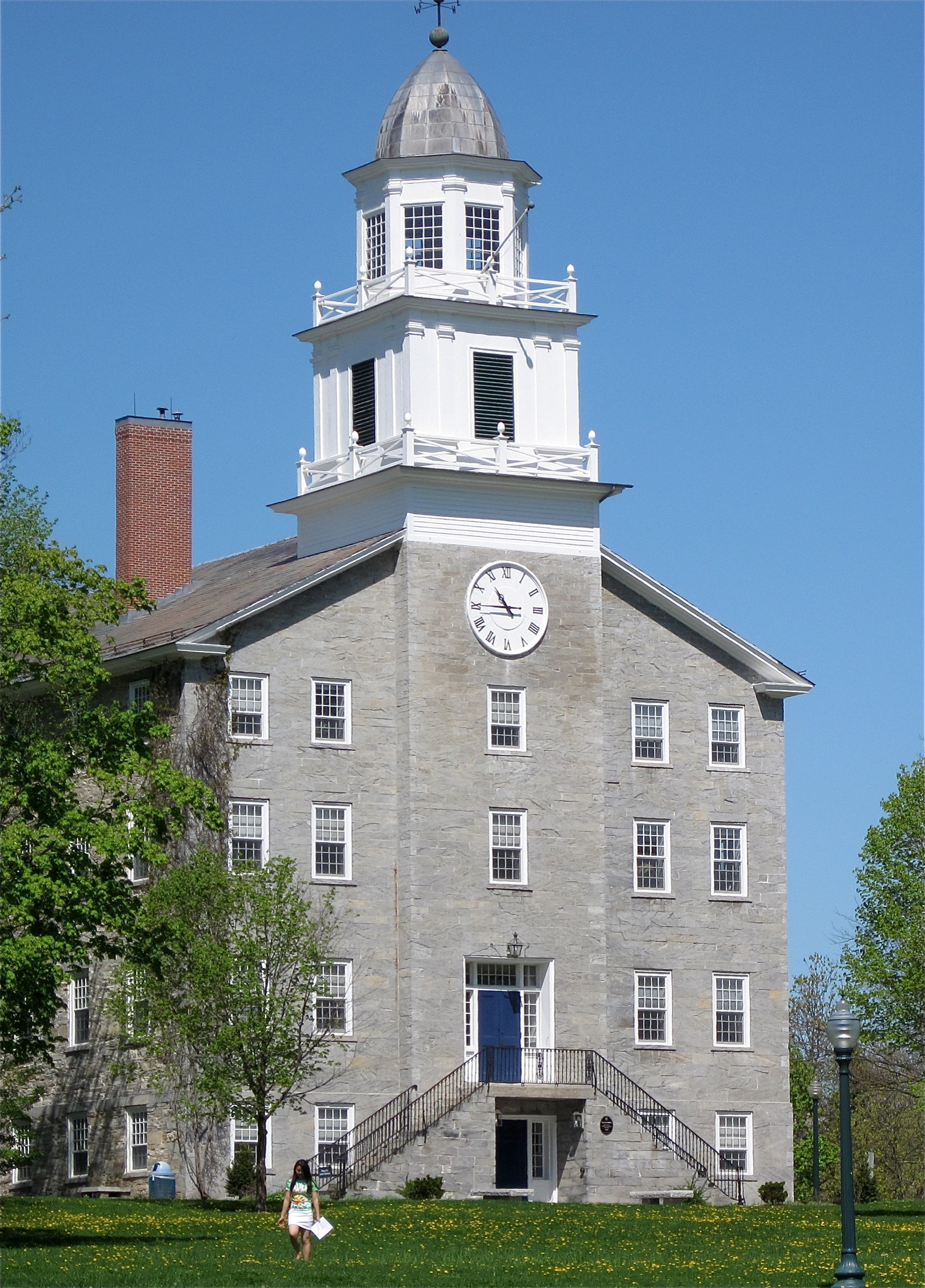
Altes Haupthaus des Middlebury College

Middlebury gehört mit Bridport, Cornwall, Ripton, Salisbury, Shoreham und Weybridge zum Addison Central School District.
In Middlebury sind alle Schulformen bis hin zum College zu finden. Das Middlebury College ist mit mehr 920 Vollzeit- und 145 Teilzeitmitarbeitern für gut 2000 Studenten der größte Arbeitgeber Addison Countys. Die nächstgelegenen Universitäten finden sich in Burlington und Northfield.

## Persönlichkeiten

### Söhne und Töchter der Stadt
- Isaac Wilson (1780–1848), Politiker und Abgeordneter im US-Repräsentantenhaus
- John Deere (1804–1886), Hufschmied, Erfinder des Stahlpflugs und Firmengründer
- David Allen Smalley (1809–1877), Politiker
- Thomas Treadwell Davis (1810–1872), Politiker und Abgeordneter im US-Repräsentantenhaus
- James M. Slade Abgeordneter im US-Repräsentantenhaus und Vizegouverneur von Vermont
- John Wolcott Stewart (1825–1915), Politiker, Gouverneur des Bundesstaates Vermont
- Frank C. Partridge (1861–1943), Politiker und Senator
- Arthur G. Trudeau (1902–1991), Generalleutnant der United States Army
- Julia F. Morton (1912–1996), Botanikerin
- Patty Sheehan (* 1956), Profigolferin
- Patricia Ross (* 1959), Skilangläuferin
- Gabriel Mann (* 1972), Schauspieler
- Lawton Redman (* 1976), Biathlet und Teilnehmer an den olympischen Winterspielen 2002

### Persönlichkeiten, die vor Ort gewirkt haben
- Emma Willard (1787–1870), Pädagogin, Pionierin auf dem Gebiet der Bildung für Frauen und der Koedukation
- Horace Eaton (1804–1855), Politiker Gouverneur des Bundesstaates Vermont, Lehrer in Middlebury
- Karen Budge (* 1949), Skirennläuferin, Ski-Trainerin am College in Middlebury